# Kovacsics Ádám (műfordító)
Adan Kovacsics, néhol Adan Kovacsics Meszaros (magyarul: Kovacsics Ádám; Chile, Santiago, 1953. június 13. –) magyar gyökerű, de Chilében született, Ausztriában nevelkedett, Spanyolországban élő spanyol-német-magyar műfordító.

## Élete
Szülei 1948-ban vándoroltak ki Magyarországról Chilébe, ő már ott született. Apja – akit szintén Kovacsics Ádámnak hívtak – néhány év alatt a chilei magyarság aktív tagja lett, a chilei Magyar Tanács tagja, a Pro Patria magyar egyesület igazgatója, számos helyi rendezvény szervezője, vezetője. Apja sokat olvasott magyarul, a könyveket egy Argentin magyar kiadón keresztül szerezte be. Adan ezeket is olvasta, hallgatta szülei történeteit Magyarországról, a magyar kultúráról. Nagyanyja 1956-ban vándorolt, s költözött ki hozzájuk, tőle is sokat hallott magyar gyökereiről, a magyarországi életről, mégis – ahogy később nyilatkozott – az ő realitása Chilében volt. Gyerekkorában tanult meg magyarul, szüleivel ezen a nyelven, testvérével azonban spanyolul beszélt.
14 éves korában  a család visszatelepült Európába, Ausztria lett az új hazájuk. Itt érettségizett 1967-ben a Theresianum utódjaként működő tanintézetben, majd a Bécsi Egyetemen 1971-ben diplomázott újlatin és angol filológiából és filozófiából, s ugyanitt doktorált 1976-ban - innen a kapcsolódása a német nyelvhez. 1977-től 1979-ig tanársegédként dolgozott az egyetemen, de 1980-ban áttelepült Spanyolországba, ahol Barcelona mellett, Vilanova i la Geltrú településen él azóta is. Kezdetben egy fordítóirodának dolgozott, majd a magyarországi rendszerváltást követően feltámadt az érdeklődés a magyar irodalom iránt Spanyolországban, s elkezdett irodalmi műveket átültetni spanyolra.  Első fordítása Konrád György Kerti mulatság című könyve volt az 1990-es évek elején - s ami végül később jelent meg spanyolul. Rendszeres fordítási megbízásokat elsősorban az Editorial Acantilado nevű barcelonai kiadótól kapott, nekik fordított mások mellett Kertész Imre, Krasznahorkai László és Bodor Ádám műveket is. A kiadó tulajdonosa, a 2014-ben elhunyt Jaume Vallcorba i Plana nem csak Kovacsics barátja volt, hanem kifinomult ízlésének, és nyitottságának köszönhetően a közép-európai irodalom legfőbb spanyolországi közvetítője, s ő mutatta be Spanyolországban a legtöbb kortárs magyar írót. Kovacsics személyesen ismerte Kertész Imrét, barátságot ápolt vele, egy kivételével mindegyik művét lefordította spanyolra, a Sorstalanságot azonban Xantus Judit tolmácsolásában adták ki még jóval az irodalmi Nobel-díj odaítélése előtt. Xantussal egyébként szintén jó viszonyban volt annak haláláig. A magyar mellett fordít németről is, Karl Kraus, Hans Lebert, Heimito von Doderer, Peter Altenberg, Joseph Roth, Stefan Zweig, Ingeborg Bachmann és Ilse Aichinger műveit is átültette már spanyolra.
Testvére, Márta Bogotában él, szintén fordít. A már Katalóniában született lánya, Violeta filmkritikus.

## Válogatás a műfordításaiból
A spanyolul megjelent kiadói adatok alapján (spanyol címmel, a szerzők fordított névsorrendjében)
- Ilse Aichinger: La esperanza más grande (Acantilado, 2005)
- Peter Altenberg: Páginas escogidas (Acantilado, 1998)
- Ingeborg Bachmann: El caso Franza/Réquiem por Fanny Goldmann (Acantilado, 2002)
- Attila Bartis: La calma (Acantilado, 2003)
- Ádám Bodor: El distrito de Sinistra (Acantilado, 2003)
- Ádám Bodor: La sección (Acantilado, 2007)
- Heimito von Doderer: Un asesinato que todos cometemos (Acantilado, 2011)
- Péter Esterházy: Sin arte (Acantilado, 2010)
- László Földényi: Dostoyevski lee a Hegel en Siberia y rompe a llorar (Galaxia Gutenberg, 2006)
- Béla Hamvas: La filosofía del vino (Acantilado, 2014)
- Imre Kertész: Dossier K (Acantilado, 2007)
- György Konrád: Una fiesta en el jardín : novela y diario de trabajo (Alianza, 2003)
- László Krasznahorkai: El último lobo (Fundación Ortega Muñoz, 2009)
- László Krasznahorkai: Ha llegado Isaías (Acantilado, 2009)
- Karl Kraus: Los últimos días de la humanidad (Acantilado, 1992)
- Hans Lebert: La piel del lobo (Acantilado, 1994)
- Joseph Roth: Las ciudades blancas (Acantilado, 2014)
- Miklós Szentkuthy: Leyendo a Agustín (Subsuelo, 2014)
- Stefan Zweig: Embriaguez de la metamorfosis (Acantilado, 2001)

## Díjai
- 2004: Ángel Crespo-díj (spanyol díj műfordítóknak)[10]
- 2009: Pro Cultura Hungarica[14]
- 2010: Premio Nacional de Traducción (a spanyol kulturális minisztérium díja fordítóknak)[13]
- 2017: Balassi Műfordítói Nagydíj[14]
- 2022: Straelen műfordítói díj (Straelener Übersetzerpreis)[15]